# Scelio sudanensis
Scelio sudanensis är en stekelart som beskrevs av Charles Ferrière 1952. Scelio sudanensis ingår i släktet Scelio och familjen Scelionidae. Inga underarter finns listade i Catalogue of Life.